# Liste der Flaggen im Landkreis Rastatt
Diese Liste beinhaltet alle Flaggen im Landkreis Rastatt in Baden-Württemberg, inklusive historischer Flaggen.
In Baden-Württemberg werden zweibahnige Flaggen verliehen, deren Farben den Wappenfarben entsprechen. Dabei wird oft als erste Farbe der Flagge (links vom Betrachter) die Farbe der Wappenfigur und als zweite Farbe die des Wappengrundes genommen. Flaggen, die vor Inkrafttreten der deutschen Gemeindeordnung 1935 geführt wurden, dürfen beibehalten werden, auch wenn diese nicht den heutigen Bestimmungen in Baden-Württemberg entsprechen.

## Landkreis Rastatt
| Landkreis         | Flagge | Kommentare |
| Landkreis Rastatt |        | Wappen vom Innenministerium am 24. Mai 1974 verliehen: „In von Gold und Blau geviertem Schild Feld 1: Eine rote Weinleiter, Feld 2: eine goldene Traube, Feld 3: Eine blaubesamte goldene Rose mit grünen Kelchblättern, Feld 4: Ein roter Schrägbalken.“ Flagge: Rot-Gelb, Gelb-Rot. |

## Flaggen der Städte im Landkreis Rastatt
| Stadt      | Flagge | Kommentare |
| Bühl       |        | Wappenschild mit drei Bühel in 1398 erwähnten, 1409 überlieferten Siegel; heutige Form des Wappens vom Generallandesarchiv im Jahre 1900 festgelegt und Tingierung bestätigt: „In Blau drei (2 :1) goldene (gelbe) Bühel (Hügel).“ Flagge: Blau-Gelb-Blau. |
| Gaggenau   |        | Sester im Siegel und auf Grenzsteinen aus dem Ende des 18. Jahrhunderts; Sester im Wappen seit 1938; heutiges Wappen vom Innenministerium am 7. Januar 1971 verliehen: „In Rot ein silberner (weißer) Sester.“ Flagge: Weiß-Rot. |
| Gernsbach  |        | Rose über Haken und Axt im ältesten Siegel von 1394; Doppelhaken in ältesten Wappendarstellungen außerhalb Siegeln von 1511 und 1617/18; Wappen im Jahre 1898 festgelegt. Flagge im Jahre 1925 bestimmt: „In Silber (Weiß) eine blaubesamte rote Rose mit grünen Kelchblättern, darunter zwei schräggekreuzte blaue Doppelhaken.“ Flagge: Rot-Weiß.                           |
| Kuppenheim |        | Schrägbalken oder Kleeblatt vorne und Doppelhaken hinten im seit 1534 überlieferten Wappen; heutiges Wappen vom Gemeinderat im Dezember 1900 festgelegt. Flagge vom Innenministerium am 18. Juni 1964 verliehen: „In Gold (Gelb) ein roter Schrägbalken, begleitet oben von einem grünen Kleeblatt, unten von einem schrägliegenden schwarzen Doppelhaken.“ Flagge: Rot-Gelb. |
| Lichtenau  |        | Wappenbild in Siegel von 1407; Wappen im Jahre 1900 geschaffen. Flagge vom Landratsamt Rastatt am 18. November 1980 verliehen: „In Silber (Weiß) eine rote Zinnenmauer mit geschlossenem Tor, darüber ein roter Zinnenturm mit spitzem Dach; auf der linken Mauerzinne ruht ein silberner (weißer) Helm mit blauem Schwanenrumpf.“ Flagge: Rot-Weiß.                          |
| Rastatt    |        | Gespaltener Schild in Siegeln vom 15. bis 18. Jahrhundert; Wappen vom Gemeinderat im Jahre 1898 bestimmt, mit Gemeinderatsbeschluss vom 18. Dezember 1995 wieder festgelegt: „In gespaltenem Schild von in Gold (Gelb) ein roter Schrägbalken, hinten in Rot eine goldene (gelbe) Weinleiter (Raste).“ Flagge: Rot-Gelb.                                                      |

## Flaggen der Gemeinden im Landkreis Rastatt
| Gemeinde            | Flagge | Kommentare |
| Au am Rhein         |        | Schwimmvogelfuß in Siegeln seit Beginn des 18. Jahrhunderts. Wappen und Flagge vom Landratsamt Rastatt am 16. März 1978 verliehen: „In von Blau und Grün durch einen erniedrigten silbernen (weißen) Wellenbalken geteiltem Schild ein silberner (weißer) Reiher mit schwarzen Beinen.“ Flagge: Weiß-Blau. |
| Bietigheim          |        | Mühleisenkreuz und badischer Wappenschild in Siegel von 1610; Wappen vom Gemeinderat im Jahre 1904 angenommen: „In Gold (Gelb) ein schwebendes rotes Mühleisenkreuz, belegt mit einem goldenen (gelben) Herzschild, worin ein roter Schrägbalken.“ Flagge: Rot-Gelb. |
| Bischweier          |        | Ortszeichen im Jahre 1604 am Eingangsbogen zum Keller der ehemaligen Zehntscheune, in einem Wappenschild im Jahre 1609 auf Inschriftplatte am Rathaus, in seit Mitte des 18. Jahrhunderts nachweisbaren Siegeln; Wappen im Januar 1901 angenommen: „In Silber (Weiß) das rote Ortszeichen in Form eines spiegelverkehrten kleinen h, überhöht rechts oben von einem roten Stern.“ Flagge: Weiß-Rot. |
| Bühlertal           |        | Initialen BT in Siegeln aus dem 19. Jahrhundert; Wappen vom Gemeinderat im Jahre 1895 angenommen: „In Blau ein goldener (gelber) Schrägbalken, überdeckt mit einem silbernen (weißen) Herzschild, worin der schwarze lateinische Großbuchstabe B, links oben ein silbernes (weißes) Lichteck.“ Flagge: Gelb-Blau, Blau-Gelb. |
| Durmersheim         |        | Badisches Wappen und Krummstab im ältesten, 1542 erwähnten Siegel; Wappen im Januar 1901 angenommen, Flagge vom Landratsamt Rastatt am 23. Mai 1990 verliehen: „In gespaltenem Schild vorn in Gold (Gelb) ein roter Schrägbalken, hinten in Blau ein goldener (gelber) Krummstab mit nach links gekehrter Krümme.“ Flagge: Rot-Gelb. |
| Elchesheim-Illingen |        | Wappen und Flagge vom Landratsamt Rastatt am 21. März 1979 verliehen: „Unter goldenem (gelbem) Wellenschildhaupt, worin zwei hintereinander schwimmende rote Fische, in Blau ein durchgehendes, geschliffenes silbernes (weißes) Kreuz.“ Flagge: Weiß-Blau. |
| Forbach             |        | Wappenzeichnung im ältesten Gerichtssiegel von 1722; Wappen im Jahre 1901 angenommen, Axt seit 1966 blau mit schwarzem Stiel. Flagge seit Beginn der Dreißiger Jahre in Gebrauch: „In Silber (Weiß) eine schrägliegende blaue Axt mit schwarzem Stiel, oben und unten begleitet von je einer blaubesamten roten Rose mit grünen Kelchblättern.“ Flagge: Schwarz-Weiß-Grün. |
| Hügelsheim          |        | Wappenschild mit Ortszeichen im ältesten Gerichtssiegel von 1773; Wappen vom Gemeinderat im Jahre 1901 angenommen. Flagge vom Landratsamt Rastatt am 24. Juni 1985 verliehen: „In gespaltenem Schild vorn in Gold (Gelb) ein roter Balken, hinten in Blau das goldene (gelbe) Ortszeichen in Form eines stilisierten Rostes.“ Flagge: Gelb-Blau, Blau-Gelb. |
| Iffezheim           |        | Wappen in Siegeln seit 1598 bis ins 17. Jahrhundert; Ruder seit 1966 rot. Flagge vom Landratsamt Rastatt am 16. Februar 1981 verliehen: „In Silber (Weiß) ein gestürzter schwarzer Anker, beheftet mit einem schräglinks liegenden roten Ruder.“ Flagge: Schwarz-Weiß. |
| Loffenau            |        | Wappen und Flagge vom Innenministerium am 28. März 1961 verliehen: „In Rot eine erniedrigte silberne (weiße) Triangel, belegt mit einem nach links gekehrten goldenen (gelben) Abtsstab.“ Flagge: Weiß-Rot. |
| Muggensturm         |        | Wappenschild mit Lünse im ältesten Siegel von 1511, begleitet von Rosen in Siegeln des 18. Jahrhunderts. Wappen vom Gemeinderat im Jahre 1901 angenommen: „In Silber (Weiß) eine blaue Lünse, begleitet von zwei blaubesamten roten Rosen mit grünen Kelchblättern.“ Flagge: Weiß. |
| Ötigheim            |        | Wappenschild mit Doppelhaken in 1495 überliefertem Gerichtssiegel; Tingierung im Januar 1901 vom Gemeinderat angenommen: „In Rot ein goldener (gelber) Doppelhaken.“ Flagge: Rot-Gelb. |
| Ottersweier         |        | Dreiberg, Hostie, Kelch und Sterne in ältesten Siegeln von 1748; Wappen im Jahre 1895 gestaltet. Flagge vom Innenministerium am 26. August 1964 verliehen: „In Rot auf schwarzem Dreiberg ein goldener (gelber) Kelch mit silberner (weißer) Hostie darüber, begleitet von zwei silbernen (weißen) Sternen.“ Flagge: Weiß-Rot. |
| Rheinmünster        |        | Wappen und Flagge vom Innenministerium am 21. April 1975 verliehen: „In Blau schräggekreuzt ein silberner (weißer) Schlüssel und ein silbernes (weißes) Schwert mit goldenem (gelbem) Griff, darüber und darunter je eine blaubesamte goldene (gelbe) Rose.“ Flagge: Weiß-Blau. |
| Sinzheim            |        | Kreuz und Sester im ältesten Siegel von 1495; heutige Form des Sesters auf Grenzsteinen des 18. Jahrhunderts; Wappen von der Gemeinde im Jahre 1903 angenommen. Flagge vom Landratsamt Rastatt am 14. Dezember 1981 verliehen: „In Silber (Weiß) auf grünem Dreiberg eine rote Burg mit drei Zinnentürmen und rotem Wimpel auf dem höheren mittleren Turm, begleitet rechts von einem schwarzen Tatzenkreuz, links von einem roten Sester, von dessen Querstrich ein roter Haken abhängt.“ Flagge: Rot-Weiß. |
| Steinmauern         |        | Wappenschild mit Ortszeichen in 1560 erwähnten Gerichtssiegel; Wappen im Jahre 1901 gestaltet. Flagge vom Landratsamt Rastatt am 6. April 1988 verliehen: „In Silber (Weiß) das rote Ortszeichen (Wagendeichsel mit zwei Vorderrädern).“ Flagge: Rot-Weiß, Weiß-Rot. |
| Weisenbach          |        | Leiter in Siegeln seit Ende des 18. Jahrhunderts, Rosen im 1900 geschaffenen Wappen von Au; Wappen von der Gemeinde im Jahre 1901 angenommen. Flagge vom Landratsamt Rastatt am 9. Januar 1986 verliehen: „In Silber (Weiß) eine schrägrechte rote Leiter, oben und unten begleitet von je einer blaubesamten roten Rose mit grünen Kelchblättern.“ Flagge: Rot-Weiß. |

## Flaggen ehemaliger Gemeinden
| Ortsteil  | Flagge | Kommentare |
| Obertsrot |        | Wappen und Flagge vom Innenministerium am 18. August 1959 verliehen: „In Silber zwischen drei gefüllten blausamten Rosen (1:2) zwei schräggekreuzte blaue Flößerhaken mit nach außen gekehrten Spitzen, das Ganze umschlungen von einem geknoteten blauten Seil.“ Flagge: Blau-Weiß. |